# River Bibiay
River Bibiay är ett vattendrag i Dominica.   Det ligger i parishen Saint David, i den sydöstra delen av landet, 16 km öster om huvudstaden Roseau.